# トランド郡 (コネチカット州)
トランド郡（Tolland County）は、アメリカ合衆国コネチカット州の郡である。人口は14万8918人（2023年推計）。トランド郡は13の町から構成され、1785年にウィンダム郡から分離して設立された。
コネチカット州の郡は、政府を持たない。法的な権力は全て、州や市・町の政府が持つ。また、州内の保安官のオフィスも、2000年に投票によって公式に廃止され、裁判所機能はコネチカット州連邦法執行官へ移っている。トランド郡は、トランド裁判管轄区と同じ領域である。

## 地理
2000年の国勢調査によれば、郡の面積はコネチカット州最小の417.01平方マイル（1,080.1km2）であり、このうち98.34%にあたる410.07平方マイル（1,062.1km2）が陸地、1.66%にあたる6.94平方マイル（18.0km2）が水面積である。
郡の一部は、ハートフォード都市圏、マサチューセッツ州のスプリングフィールド都市圏に入っている。郡内のマンスフィールド（town）にあるストーズ（village）にコネチカット大学がある。
トランド郡のFIPS・コードは、009013である。

### 地形
- コヴェントリー湖
- サウス・コヴェントリー
- クリスタル湖
- スタフォード・スプリングス
- セントラル・ゾマー
- マシャパアグ

### 近隣の郡
- ハートフォード郡 - 西。
- ニューロンドン郡 - 南。
- ウィンダム郡 - 東。
- ハンプデン郡 (マサチューセッツ州) - 北西。
- ウースター郡 (マサチューセッツ州) - 北東。

## 人口
以下は2000年国勢調査による人口統計データである。
| 基礎データ - 人口: 136,364人 - 世帯数: 49,431 世帯 - 家族数: 34,156 家族 - 人口密度: 128人/km2（332人/mi2） - 住居数: 51,570軒 - 住居密度: 49軒/km2（126軒/mi2） 人種別人口構成 - 白人: 92.34% - 黒人・アフリカン・アメリカン: 2.72% - ネイティブ・アメリカン: 0.21% - アジア人: 2.27% - 太平洋諸島系: 0.03% - その他の人種: 1.08% - 混血: 1.35% - ヒスパニック・ラテン系: 2.84% 先祖による構成 - アイルランド系：14.9% - イタリア系 : 14.1% - イギリス系：9.9% - フランス系 : 8.8% - ドイツ系：8.2% - ポーランド系：8.0% - フレンチ・カナディアン : 5.7% 言語による構成 - 英語：90.5% - スペイン語：2.9% - フランス語：1.6% | 年齢別人口構成 - 18歳未満: 23.10% - 18-24歳: 12.90% - 25-44歳: 30.70% - 45-64歳: 23.20% - 65歳以上: 10.20% - 年齢の中央値: 36歳 - 性比（女性100人あたり男性の人口） - 総人口: 100.60 - 18歳以上: 99.50 世帯と家族（対世帯数） - 18歳未満の子供がいる: 33.30% - 結婚・同居している夫婦: 58.00% - 未婚・離婚・死別女性が世帯主: 8.00% - 非家族世帯: 30.90% - 単身世帯: 23.50% - 65歳以上の老人1人暮らし: 7.70% - 平均構成人数 - 世帯: 2.54人 - 家族: 3.03人 収入と家計 - 収入の中央値 - 世帯: 59,044米ドル - 家族: 70,856米ドル - 性別 - 男性: 46,619米ドル - 女性: 34,255米ドル - 人口1人あたり収入: 25,474米ドル - 貧困線以下 - 対人口: 5.60% - 対家族数: 2.90% - 18歳未満: 4.60% - 65歳以上: 5.20% |

## 町
- ヴァーノン（英語版）
  - ロックヴィル（CDP）
- マンスフィールド（英語版）
  - ストーズ（英語版）
- アンドーバー
- ボルトン
- コロンビア
- コヴェントリー
- エリントン
- ヘブロン
- ゾマー
- スタフォード
- トランド
- ユニオン
- ウィリントン

## 文学
トランド郡は、ハーマン・メルヴィルの小説、白鯨の中で、不運な船の仲間の出身地としてあげられている。